# Jazzkeller Krefeld

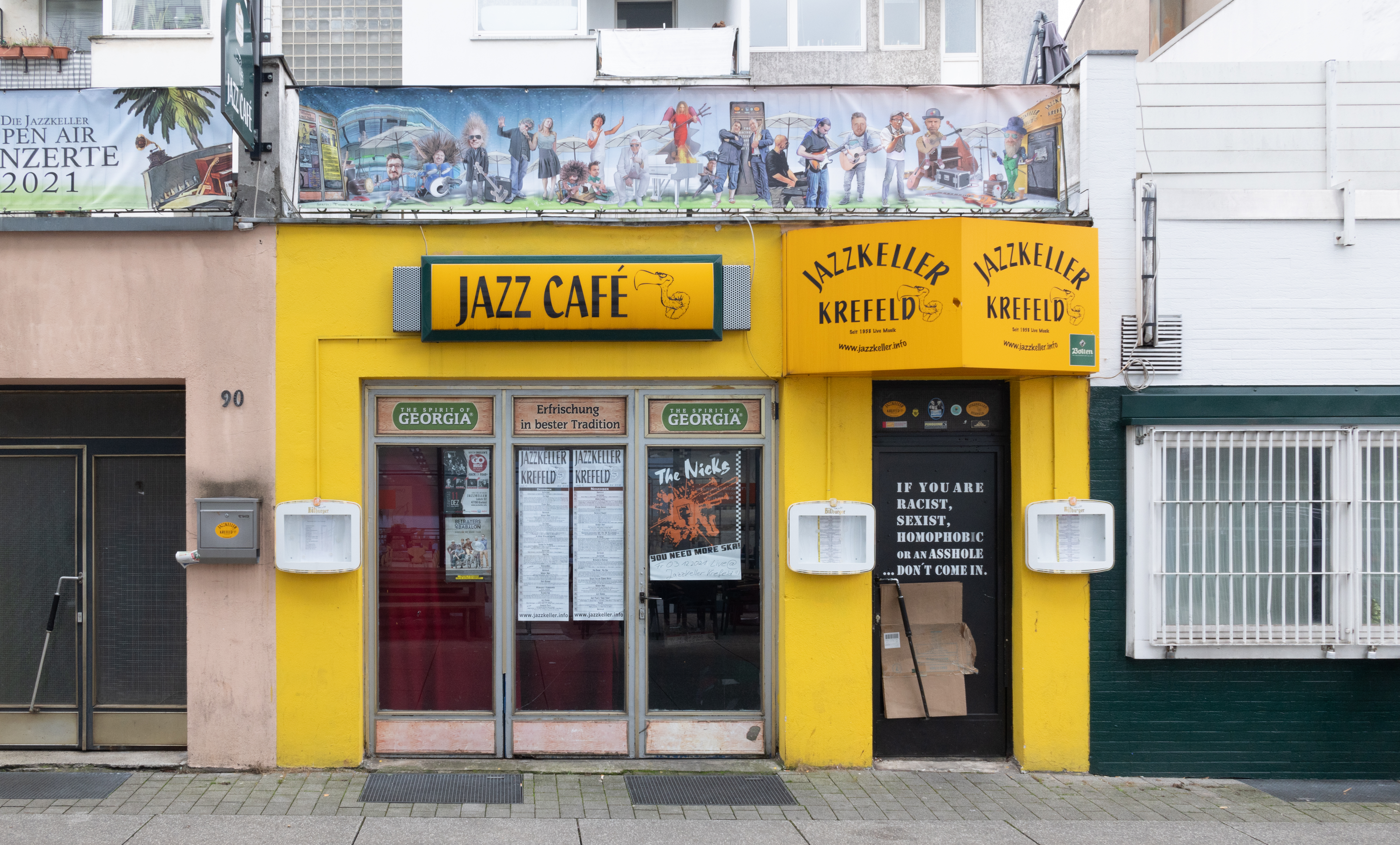
Jazzkeller Krefeld, Eingang

Der Jazzkeller Krefeld wurde 1958 eröffnet und ist somit wohl das viertälteste Lokal dieser Art in Deutschland. Er ist in der Szene weit über die Grenzen Krefelds und auch Deutschlands hinaus bekannt.

## Geschichte

### Vorgeschichte
Schon 1956 wurde ein Jazzlokal an der Marktstraße gegründet. Es trug den Namen High Society und war als Club organisiert. Doch schon 1957 schloss der „Ur-Keller“ wieder.

### Die Anfänge
Der jetzige Krefelder Jazzkeller wurde am 10. April 1958 von dem Studenten Hans-Josef (Jupp) Dillmann im Keller des Hauses Lohstr. 92 gegründet. Auch dieser Keller trug den Namen High Society. Studenten bildeten das Gros der Mitglieder. Der Keller war sehr schlicht eingerichtet, die Wände waren mit farbigen, abstrakten Bildern bedeckt. Mittwochs, freitags, samstags und sonntags fanden Veranstaltungen, oft Revival- und Jazzsessions, statt.

### 1970–2006
Mit den 1970er Jahren brach für den Keller eine wechselhafte Zeit an. Nach dem Karneval 1970 brannte es im Keller. Doch schnell konnte der Betrieb wieder aufgenommen werden. Ab 1972 geriet der Keller in die Krise. Am 13. November 1975 wurde der Jazzkeller verkauft. Nach einer Renovierung wurde der Jazzkeller neu eröffnet. Trotz allem ging es abwärts. Das musikalische Niveau sank, zeitweise fanden gar keine Veranstaltungen mehr statt.  
Am 1. November 1976 gründete sich die Jazzkeller GmbH und übernahm den Keller. Mit anderen Gästen wurde der Keller nun im kollektiven Arbeitseinsatz betrieben. Die Gästezahl stieg wieder an und das musikalische Niveau ebenfalls. Doch die mangelhaften baulichen Gegebenheiten (Akustik, Belüftung, Sichtverhältnisse) des Jazzkellers stellten mehr und mehr ein Problem dar. Es wurde beschlossen, den Jazzkeller radikal umzubauen. Im Juli 1978 schloss er für diesen Zweck seine Pforten. 
Der Jazzkeller war in den Folgejahren weiter erfolgreich. Unter anderem spielten Musiker wie Chris Hinze, Jasper van’t Hof, Philip Catherine, Uwe Kropinski und Errol Dixon im Keller. Der Jazzklub Krefeld veranstaltet ebenfalls viele Konzerte im Jazzkeller.  Seit 1997 finden monatliche Sessionkonzerte unter dem Namen JazzAttack statt: Organisiert von Axel Fischbacher und Stefan Rademacher treten  Musiker der deutschen Jazz-Szene und oftmals  internationale Gäste auf.

### 2006
Anfang August 2006 musste der Betreiber des Jazzkellers wegen Überschuldung Insolvenz anmelden. Das Weiterbestehen des Jazzkellers konnte gesichert werden. Nach Umbauarbeiten (neuer Fluchtweg, sanitäre Einrichtungen) hat er im September 2006 seinen Betrieb wieder aufgenommen.